# برژنفکا

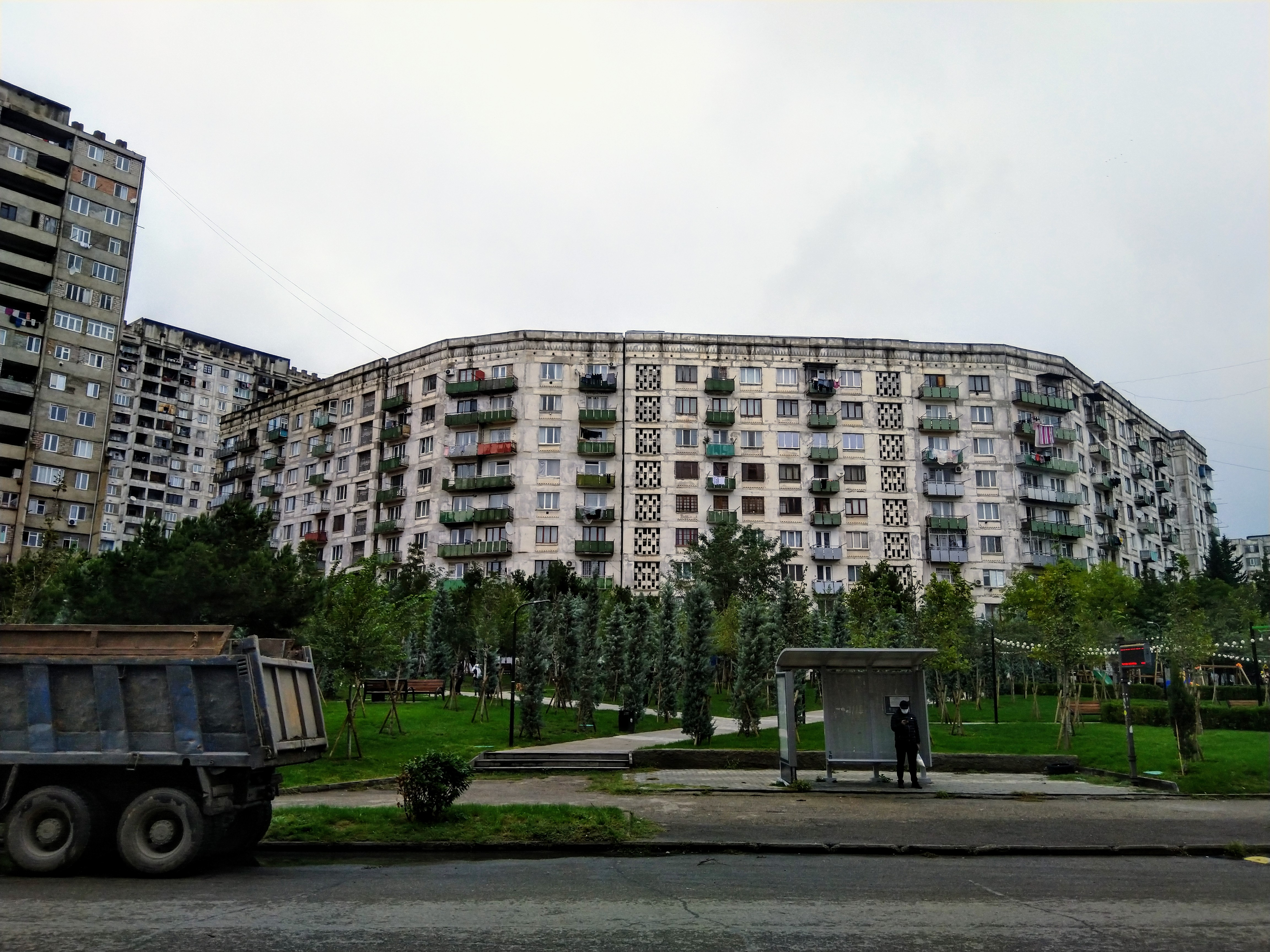
در منطقه وارکتیلی تفلیس، گرجستان، بدنهٔ اصلی ساختمان‌های آپارتمانی، برژنفکاها هستند.

برژنفکا (روسی: брежневка) نوعی ساختمان آپارتمانی بتنی است که از سال ۱۹۶۴ تا ۱۹۸۰ در اتحاد جماهیر شوروی تحت رهبری لئونید برژنف ساخته شد و به نام او نامگذاری شده است. برژنفکاها پس از خروشچفکاها ساخته شدند.

## تاریخچه
برژنفکا از تمایل به به‌روزرسانی خروشچفکا سرچشمه گرفت. با افزایش نیازهای جمعیت، نیاز به ساخت مسکن با ظرفیت بالاتر نیز افزایش یافت. اکنون حدود ۴۰ نسخه از برژنفکا وجود دارد.

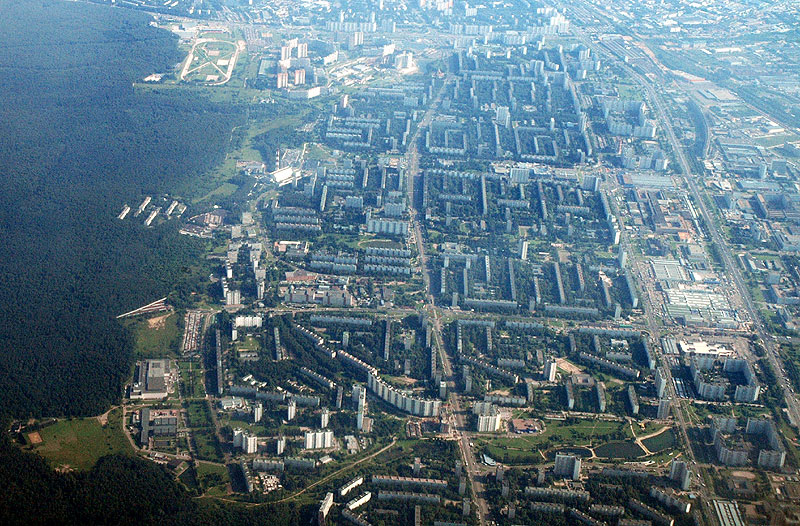
چرتانوو. منظره از هواپیما

با شروع ساخت مسکن استاندارد انبوه و با توجه به اینکه در اوایل دهه ۱۹۶۰، صدور وام برای ساخت مسکن منفرد در شهرها لغو شد، سهم ساخت‌وسازهای منفرد شروع به افول کرد: در سال‌های ۱۹۸۱–۱۹۸۶، مسکن منفرد تنها ۶٫۲٪ از سهام مسکن جدید یا ۱۹٫۲ میلیون متر مربع از ۳۰۸٫۷ میلیون متر مربع ساخته شده را تشکیل می‌داد.
مسکن‌سازی با استفاده از بودجه شرکت‌ها و شوراهای محلی ساخته می‌شد. خانه‌هایی با پول شهروندان عادی که حق عضویت در تعاونی‌های مسکن را داشتند، ساخته می‌شد. پرداخت اولیه ۱۵ تا ۳۰ درصد از هزینه مسکن بود و مابقی پس از نقل مکان با نرخ ۰٫۵ درصد در سال پرداخت می‌شد. با این حال، سهم تعاونی‌ها در ساخت و ساز از ۱۰ درصد تجاوز نمی‌کرد. جفری هاسکینگ در کتاب «تاریخ اتحاد جماهیر شوروی» می‌نویسد که داشتن یک آپارتمان در یک خانه تعاونی برای یک شهروند شوروی، به نوعی، به نمادی از یک جایگاه اجتماعی متوسط - بین نخبگان ممتاز و کارگران عادی که برای مسکن به کارفرمایان و شوراهای محلی وابسته بودند - تبدیل شد. با این حال، برای خرید یک آپارتمان تعاونی، فرد باید برای بهبود شرایط مسکن نیز در صف می‌ایستاد، اما این روند سریع‌تر پیش می‌رفت و چنین محدودیت‌هایی در مورد مساحت وجود نداشت: با پول، فرد می‌توانست فضای زندگی بیشتری را تأمین کند. مسئله مسکن برای ایجاد انگیزه در شهروندان مورد استفاده قرار می‌گرفت. به عنوان مثال، فرد می‌توانست به دلیل شایستگی در کار یا شرکت در پروژه‌های مهم دولتی، سریع‌تر آپارتمان تهیه کند.

## طراحی

### نمای بیرونی
برخلاف خروشچفکای پنج طبقه‌ای که پیش از آن ساخته شده بود، برژنفکا شامل نه تا هفده طبقه است. معمولاً از پنل‌های بتنی ساخته می‌شود، اگرچه برخی از آنها از آجر ساخته شده‌اند. سقف مسطح و با قیر (بتومین) پوشانده شده است. یک زهکش نیز روی سقف نصب شده است.

### داخلی
تعداد اتاق‌های یک آپارتمان برژنفکا از یک تا چهار است. ارتفاع سقف به ۲٫۷ متر می‌رسد. آشپزخانه‌ها ۶٫۸ تا ۷٫۴ متر مربع هستند. در نسخه اولیه برژنفکا، حمام و توالت با هم ترکیب شده بودند. در نسخه‌های بعدی، حمام و توالت اتاق‌های جداگانه‌ای هستند.

### سایر خصیصه‌ها
برژنفکاها مجهز به آسانسور هستند. ساختمان‌های چهارده طبقه علاوه بر آسانسورهای مسافربری، آسانسورهای باری نیز داشتند. همچنین مجاری جمع‌آوری زباله نیز نصب شده بود. راه‌پله‌ها از راه‌پله‌های آپارتمان‌های اولیه شوروی پهن‌تر هستند.

### انتقاد
- درزهای بین پنل‌های بتنی مستعد جداشدن هستند.
- عایق‌بندی ضعیف.
- حمام‌ها کوچک هستند.
- عایق‌بندی صوتی کیفیت پایینی دارد.[۹][۱۰]

## نگارخانه

نمونه‌ای از یک برژنفکای نه طبقه، ۱۹۷۵.
سه برژنفکای بلند با یک برژنفکای طویل در دوردست، ۱۹۷۵.
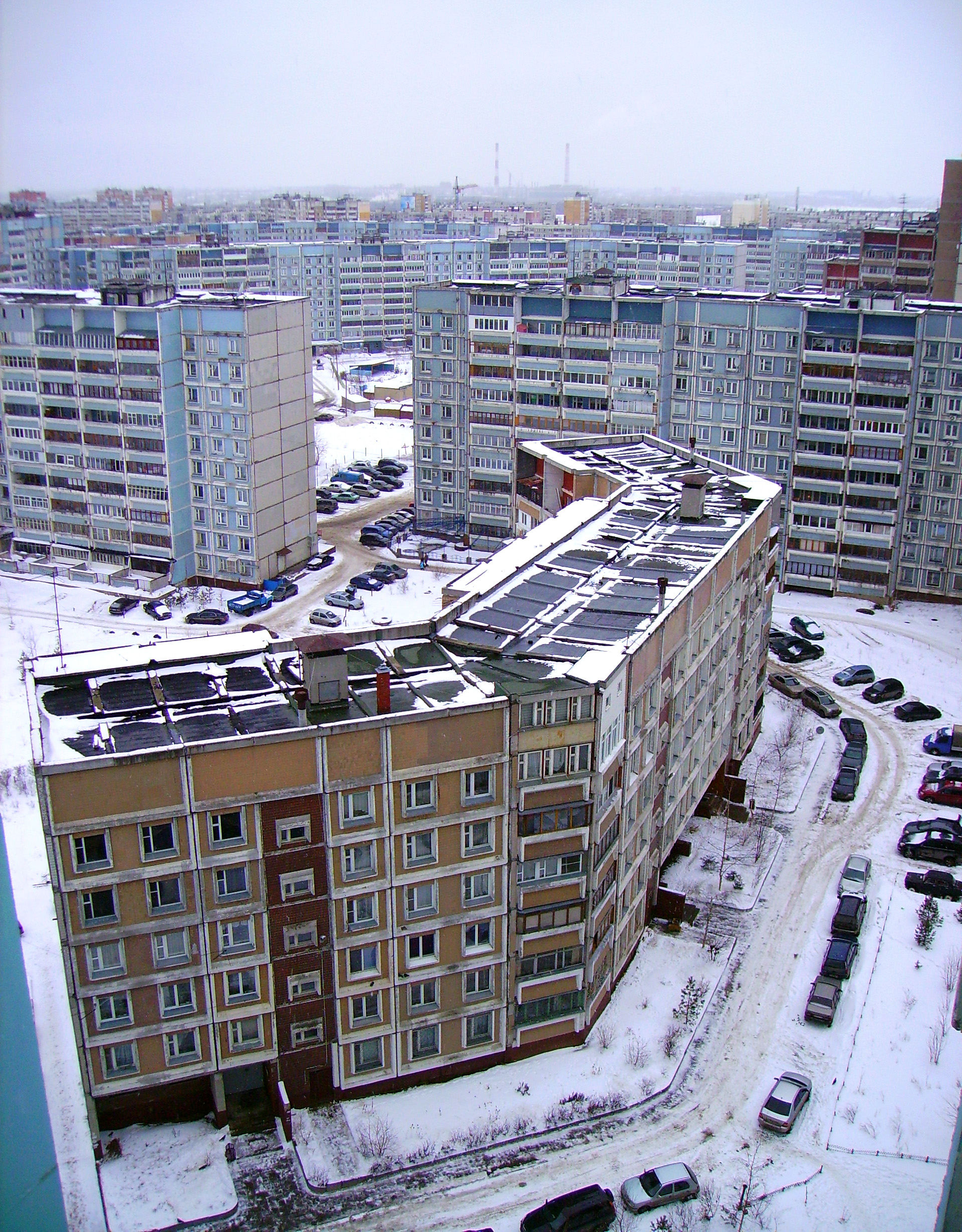
برژنفکا در نیژنی نووگورود، ۲۰۰۸.